# Pršetinci
Pršetinci este o localitate din comuna Sveti Tomaž, Slovenia, cu o populație de 179 de locuitori.